# Ooctonus zolnerowichi
Ooctonus zolnerowichi (лат.) — вид паразитических насекомых-халицид (Chalcidoidea) из семейства Mymaridae. Эндемик Мексики.

## Распространение
Мексика (Oaxaca).

## Описание
Перепончатокрылые насекомые микроскопического размера тёмно-коричневого цвета. Длина тела около 1 мм. Длина брюшка с яйцекладом — 518—603 мкм, ширина головы — 348—387 мкм, передние крылья — 1438—1738 мкм, задние крылья — 1078—1338 мкм. Жгутик усика самок содержит 8 члеников-флагелломеров, конечный членик самый крупный образует булаву (с педицеллюсом, аннулюсом и скапусом в усике 11 сегментов). Длина скапуса самки 262—286 мкм, жгутика — 550—634 мкм, педицеллюса — 70—78 мкм. 
Лапки 5-члениковые. петиоль Крылья с сильно редуцированным жилкованием, ячейки отсутствуют. Петиоль короче по длине, чем задние тазик и вертлуг вместе взятые. Хозяин на котором паразитируют эти наездники неизвестен, но предположительно, как и другие виды своего рода они яйцевые паразитоиды равнокрылых насекомых (цикадок из семейств Cicadellidae и Cercopidae).

## Этимология
Вид был впервые описан в 2013 году канадским энтомологом Джоном Губером (Huber, J. T.; Natural Resources Canada c/o Canadian National Collection of Insects, Оттава, Канада) и назван в честь Грега Золнеровича (Greg Zolnerowich, Kansas State University, США), собравшего часть типовой коллекции.